# Marcus Cooper Walz
Marcus Cooper Walz (Oxford, Reino Unido, 3 de octubre de 1994) es un deportista español que compite en piragüismo en la modalidad de aguas tranquilas, campeón olímpico en Río de Janeiro 2016.

## Trayectoria
Es hijo de padre británico y madre alemana. Fue criado en Mallorca, residiendo en la localidad de Cala d'Or desde pequeño.
Participó en tres Juegos Olímpicos de Verano, obteniendo tres medallas, oro en Río de Janeiro 2016, en la prueba de K1 1000 m, y plata en Tokio 2020 y bronce en París 2024, en K4 500 m. Además, fue el abanderado de España en la ceremonia de apertura de los Juegos Olímpicos de París 2024 junto con la regatista Támara Echegoyen.
Ganó ocho medallas en el Campeonato Mundial de Piragüismo entre los años 2014 y 2022, y tres medallas en el Campeonato Europeo de Piragüismo, en los años 2017 y 2018. En los Juegos Europeos de Cracovia 2023 consiguió una medalla de oro en la prueba de K4 500 m.
En 2016 fue condecorado con la Medalla de Oro de la Real Orden del Mérito Deportivo. En 2025 la Unión Astronómica Internacional nombró en honor de este deportista el asteroide troyano de Júpiter 2009 TO26 como «(310025) Marcuscooper».
Cursó el grado en Administración y Finanzas en la Universidad Católica de Murcia (UCAM). Dirige una empresa en internet de asesoramiento deportivo en las áreas de entrenamiento personal, salud mental y nutrición.

## Palmarés internacional
| Juegos Olímpicos   | Juegos Olímpicos            | Juegos Olímpicos  | Juegos Olímpicos |
| Año                | Lugar                       | Medalla           | Competición      |
| ------------------ | --------------------------- | ----------------- | ---------------- |
| 2016               | Río de Janeiro (Brasil)     | Medalla de oro    | K1 1000 m        |
| 2020               | Tokio (Japón)               | Medalla de plata  | K4 500 m         |
| 2024               | París (Francia)             | Medalla de bronce | K4 500 m         |
| Campeonato Mundial |                             |                   |                  |
| Año                | Lugar                       | Medalla           | Competición      |
| 2014               | Moscú (Rusia)               | Medalla de bronce | K1 500 m         |
| 2015               | Milán (Italia)              | Medalla de plata  | K2 500 m         |
| 2017               | Račice (República Checa)    | Medalla de oro    | K2 500 m         |
| 2017               | Račice (República Checa)    | Medalla de plata  | K4 500 m         |
| 2018               | Montemor-o-Velho (Portugal) | Medalla de plata  | K4 500 m         |
| 2019               | Szeged (Hungría)            | Medalla de plata  | K4 500 m         |
| 2021               | Copenhague (Dinamarca)      | Medalla de oro    | K2 500 m         |
| 2022               | Halifax (Canadá)            | Medalla de oro    | K4 500 m         |
| Juegos Europeos    |                             |                   |                  |
| Año                | Lugar                       | Medalla           | Competición      |
| 2023               | Cracovia (Polonia)          | Medalla de oro    | K4 500 m         |
| Campeonato Europeo |                             |                   |                  |
| Año                | Lugar                       | Medalla           | Competición      |
| 2017               | Plovdiv (Bulgaria)          | Medalla de oro    | K4 1000 m        |
| 2018               | Belgrado (Serbia)           | Medalla de oro    | K4 500 m         |
| 2018               | Belgrado (Serbia)           | Medalla de plata  | K2 500 m         |

## Condecoraciones
| Distinción                                       | Año  |
| ------------------------------------------------ | ---- |
| Medalla de oro – Real Orden del Mérito Deportivo | 2016 |